# Richard Fröhlich
Richard Georg Fröhlich (* 5. Juni 1986 in Oldendorf (Landkreis Stade)) ist ein deutscher Basketballspieler. Der 100 Kilogramm schwere und 2,06 m große Center stand in Diensten mehreren Vereine der zweit- und dritthöchsten deutschen Spielklassen.

## Laufbahn
Fröhlich spielte beim VfL Stade im Jugend- und Herrenbereich, wurde dort von Trainer Matthias Weber gefördert. Zu Beginn der Saison 2005/06 gehörte Fröhlich auch der Mannschaft des Cuxhaven BasCats (2. Bundesliga) an, verließ diese Mitte November 2005 aber wieder, um zu verhindern, durch Einsätze im Profibereich einen angestrebten Wechsel an eine Amateurrichtlinien unterliegende Hochschule in den Vereinigten Staaten zu gefährden.
2006 ging er für zwei Jahre ans Citrus College in die Nähe von Los Angeles (US-Bundesstaat Kalifornien). In der Saison 2007/08 gewann er mit der Hochschulmannschaft die Meisterschaft in der California Community College Athletic Association (CCCAA) und trug zu diesem Erfolg im Schnitt 6,9 Punkte sowie 4,4 Rebounds je Begegnung bei. Er wechselte anschließend an die University of Texas at San Antonio (NCAA 1). Zwischen 2008 und 2010 erzielte Fröhlich in 36 Einsätzen für die Hochschulmannschaft im Mittel 2,4 Punkte sowie 2,1 Rebounds je Spiel. Neben dem Basketball nutzte Fröhlich seine Studienzeit in den USA, um einen Abschluss in Soziologie zu erlangen. 2009 erhielt er eine Einladung für die deutsche A2-Nationalmannschaft.
Zurück in Deutschland stand er in der Saison 2010/11 im Kader der Cuxhaven BasCats (2. Bundesliga ProA). In 21 Spielen erzielte er 5,2 Punkte und 3,3 Rebounds in knapp 12 Minuten pro Spiel. In der Saison 2011/12 spielte Fröhlich für die Uni-Riesen Leipzig in der 2. Bundesliga ProB. Für die Sachsen kam Fröhlich in der dritthöchsten deutschen Spielklasse auf Mittelwerte von 7 Punkten und 3,5 Rebounds je Begegnung.
Weitere Stationen waren BG Leitershofen/Stadtbergen (ebenfalls 2. Bundesliga ProB) in der Saison 2012/13 sowie BBC Magdeburg in der 2. Bundesliga ProA (Saison 2013/14). Ab der Saison 2014/15 spielte er wieder für den Regionalligisten VfL Stade. Er blieb zunächst bis 2019 bei der Mannschaft, zur Saison 2022/23 kehrte er zu den Stadern zurück. Er spielte bis 2023 für den VfL.
Bereits während seiner Spielerkarriere wurde er als Trainer an der Basketballakademie seiner Schwester Linda tätig.

## Privates
Fröhlich ist der Bruder der ehemaligen Nationalspielerin Linda Fröhlich.